# 트랜스 시베리아
트랜스 시베리아(Transsiberian)는 2008년 개봉한 영화이다.
2008년 1월 선댄스 영화제에서 초연된 후, 이 영화는 2008년 7월 18일에 미국에서 제한적으로 개봉되었다. 스토리와 분위기에 대한 칭찬과 함께 긍정적인 평가를 받았고, 흥행 수익은 590만 달러였다.

## 줄거리
미국인 부부 로이와 제시가 중국 선교 활동을 마치고 시베리아 횡단 열차를 타고 모스크바로 돌아가던 중, 스페인 남자 카를로스와 그의 여자친구 애비를 만나게 된다. 로이는 스스럼없이 이들과 친해지지만, 제시는 낯선 이들에게 경계심을 풀지 않는다. 그러던 중 로이가 이르쿠츠크에서 기차를 놓치게 되고, 제시는 카를로스와 애비와 함께 다음 역에서 로이를 기다리게 된다. 불안한 제시에게 카를로스는 자신의 활동에 애비를 끌어들이지 말아달라고 애원한다. 다음날 아침, 카를로스는 제시의 방에서 샤워를 하려고 하고, 제시가 자리를 비운 사이 카를로스는 제시의 가방에 마트료시카 인형들을 숨긴다. 로이가 곧 도착한다는 소식을 듣고 안심한 제시는 카를로스와 함께 야외로 나가게 되고, 그곳에서 카를로스가 제게 추파를 던지자 그녀는 거부하지만 강압적인 태도에 공포를 느끼고 카를로스를 살해한다.
로이가 뒤늦게 합류하고 기차는 다시 출발한다. 제시는 창밖에서 카를로스를 찾는 애비를 발견하고 불안함을 느낀다. 이들의 새로운 객실 동료는 마약 단속반 형사 일리야 그린코. 제시는 자신의 가방에서 카를로스의 마트료시카 인형을 발견하고 카를로스가 마약 밀수범이었음을 깨닫는다. 그린코는 마약에 대한 이야기를 하고, 제시는 마약 인형을 버리려고 하지만 실패한다. 그린코는 점점 그녀를 의심하고, 제시는 불안한 마음에 로이에게 이 사실을 털어놓는다. 부부는 인형을 그린코에게 넘기지만, 그린코는 만족하지 못한다. 다음 날, 그린코와 그의 동료 콜자크는 승객 대부분이 하차한 기차를 외딴곳에 멈추고 제시와 로이를 군사 벙커로 끌고 간다. 그곳에서 애비는 고문을 받고 있었고, 그린코는 카를로스가 마약 조직에게 돈과 마약을 훔쳤다고 말한다. 그린코는 애비가 카를로스를 끌어들여 다른 사람을 죽게 만들고 마약 조직을 속이려 했다고 주장하지만, 제시는 카를로스가 애비는 무고하다고 했다는 것을 알고 그린코를 믿지 않는다.
위험을 감지한 제시와 로이는 탈출하여 기차로 돌아가고, 그린코와 콜자크는 그들을 쫓는다. 추격전 끝에 제시는 카를로스를 죽인 사실을 고백하고, 군대가 도착할 때 콜자크는 그린코에 의해 살해된다. 결국 부부는 체포되고, 모스크바에서 미국 관리들이 그들을 찾는다. 제시는 찍어둔 사진을 통해 그린코의 마약 조직을 밝히고, 카를로스의 범죄 이력을 알게 된다. 병원에 입원한 애비를 만난 제시는 마지막으로 애비에게 카를로스의 시신이 있는 곳을 알려준다. 마지막 장면에서 애비는 카를로스의 시신을 찾아내고, 그의 옷에서 많은 돈을 챙긴다.

## 출연
- 우디 해럴슨 - 로시
- 에밀리 모티머 - 제시
- 벤 킹즐리 - 그링코
- 케이트 마라 - 애비
- 에두아르도 노리에가 - 카를로스
- 토마스 크레치만 - 콜자크